# Ringgenweiler
Ringgenweiler ist ein Ortsteil der Gemeinde Horgenzell im Landkreis Ravensburg (Oberschwaben). Es befindet sich 13 km westlich von Ravensburg.

## Geschichte

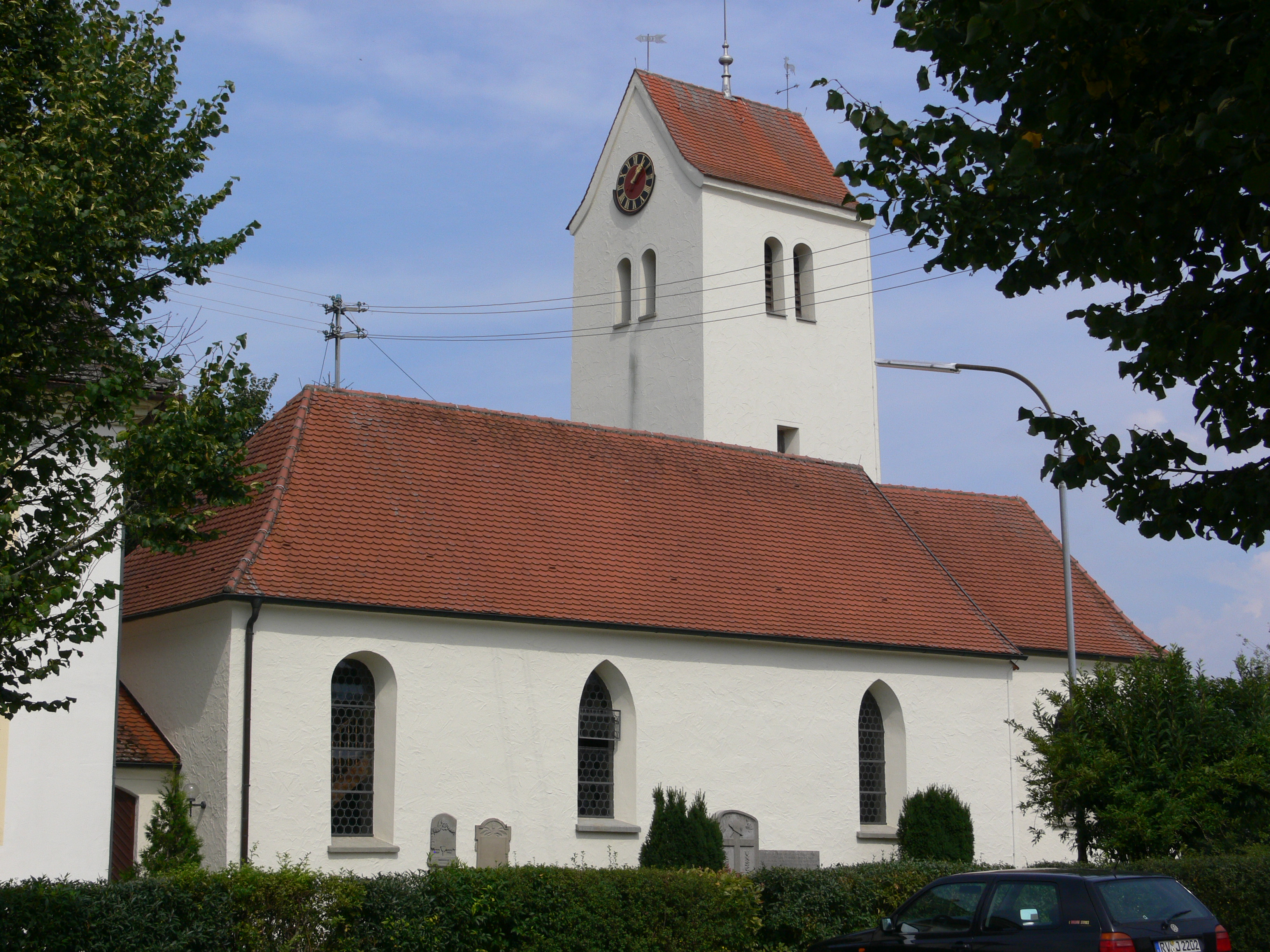
Pfarrkirche St. Stephanus

In Ringgenweiler erhielt das Kloster Petershausen um 1070 Besitz, der 1621 durch Kauf an das Kloster Weingarten kam, das dort schon früher begütert war. Das Patronat über die Pfarrkirche St. Stephanus in Ringgenweiler ging 1621 ebenfalls von Petershausen an das Kloster Weingarten über.

## Pfarrkirche St. Stephanus

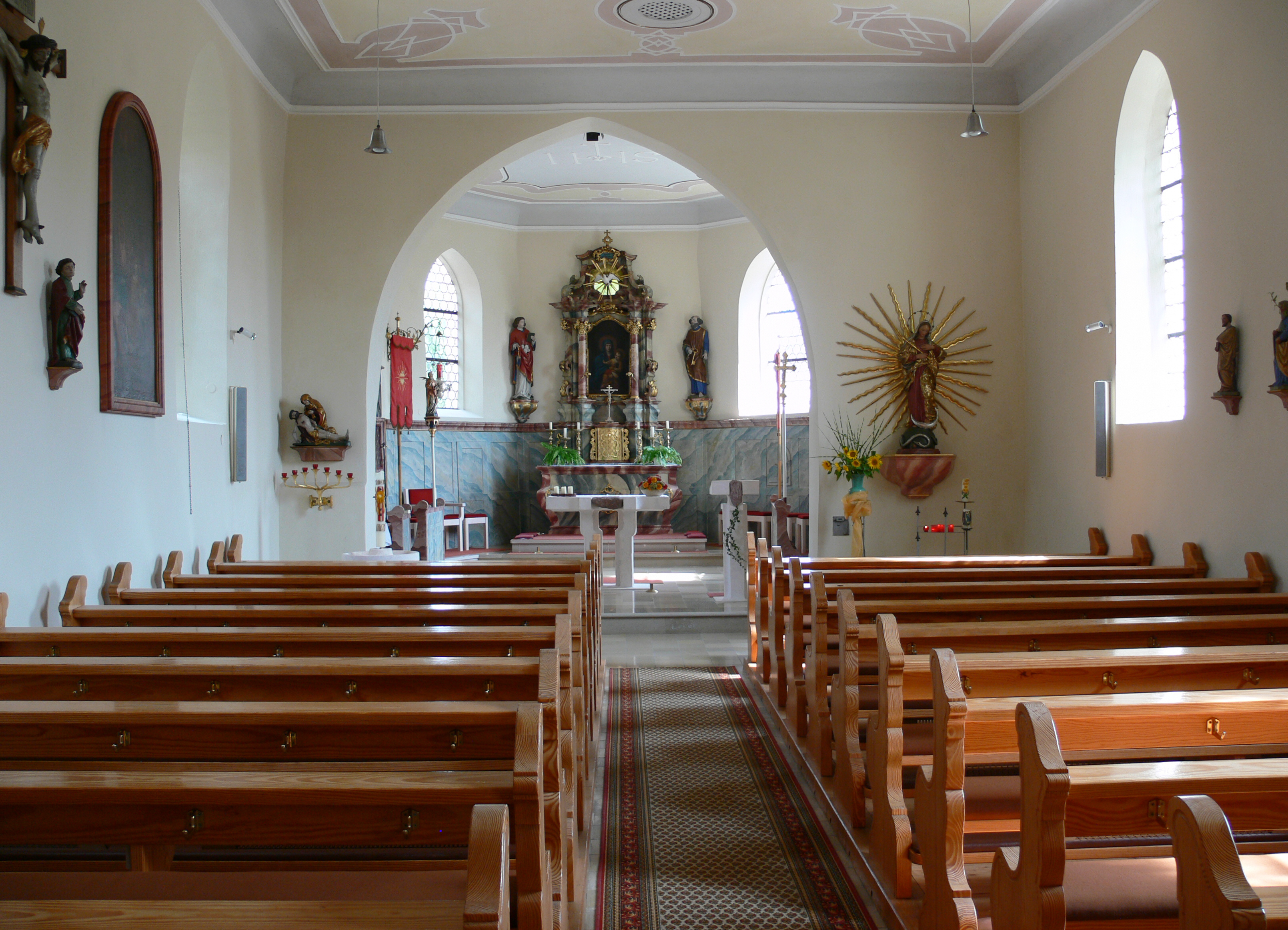
Pfarrkirche St. Stephanus

Der älteste Bauteil des Ensembles Pfarrhaus/Kirche ist der einheitlich spätgotische Turm mit Satteldach. Auch noch spätgotisch sind die spitzbogigen Chor- und vorderen Schiffsfenster. Barock ist der Anbau um eine Achse nach Westen mit seinen rundbogigen Fenstern und der Dachabwalmung.
Das Kircheninnere zeigt noch einen einfachen, spätgotischen Wandtabernakel mit Fischblasenmuster, einige schöne Plastiken aus dem 15. und 16. Jahrhundert und den Rokoko-Hochaltar mit dem Gnadenbild. Dieses hat mit dem monochromen Hintergrund, den goldenen Nimben, dem Mantelkopftuch, dem fast strengen Gewand-Faltenwurf Ikonencharakter. Diese Darstellungsart und das Jesuskind, das auf den goldenen Stern am blauen Gewand Mariens zeigt, weist es uns als eine Kopie der Maria vom Schnee – des Gnadenbildes von Santa Maria Maggiore aus.
Die Glocken, eine von 1713 mit der Hl. Blutreliquie, die andere von 1764 mit dem Wappen des Abtes Dominikus Schnitzer sind Hinweis auf die enge Verbindung zum Kloster Weingarten.
Aus Ringgenweiler stammt eine spätgotische Statue der Madonna mit Kind um 1500, die heute im Württembergischen Landesmuseum in Stuttgart gezeigt wird (Inv. 11370).

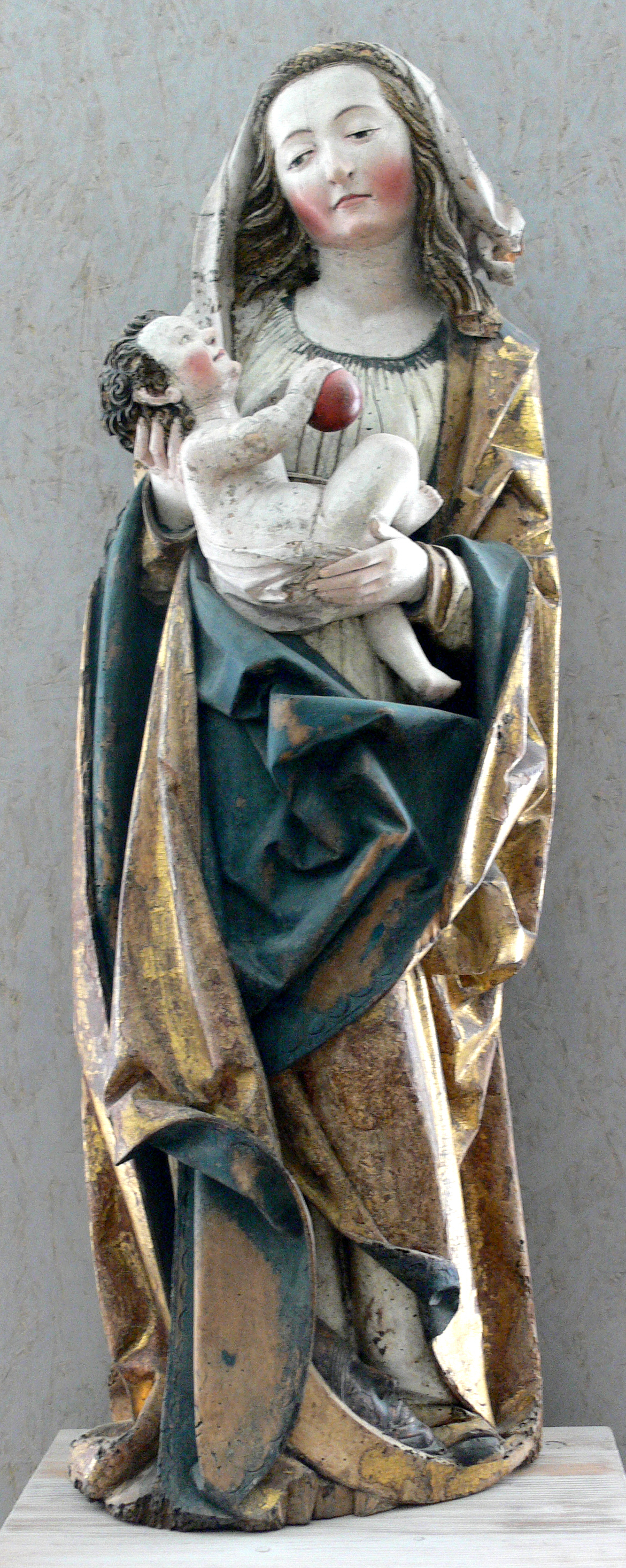
Madonna mit Kind, Oberschwaben, um 1500 (ursprünglich in Ringgenweiler, heute im Württembergischen Landesmuseum Stuttgart)
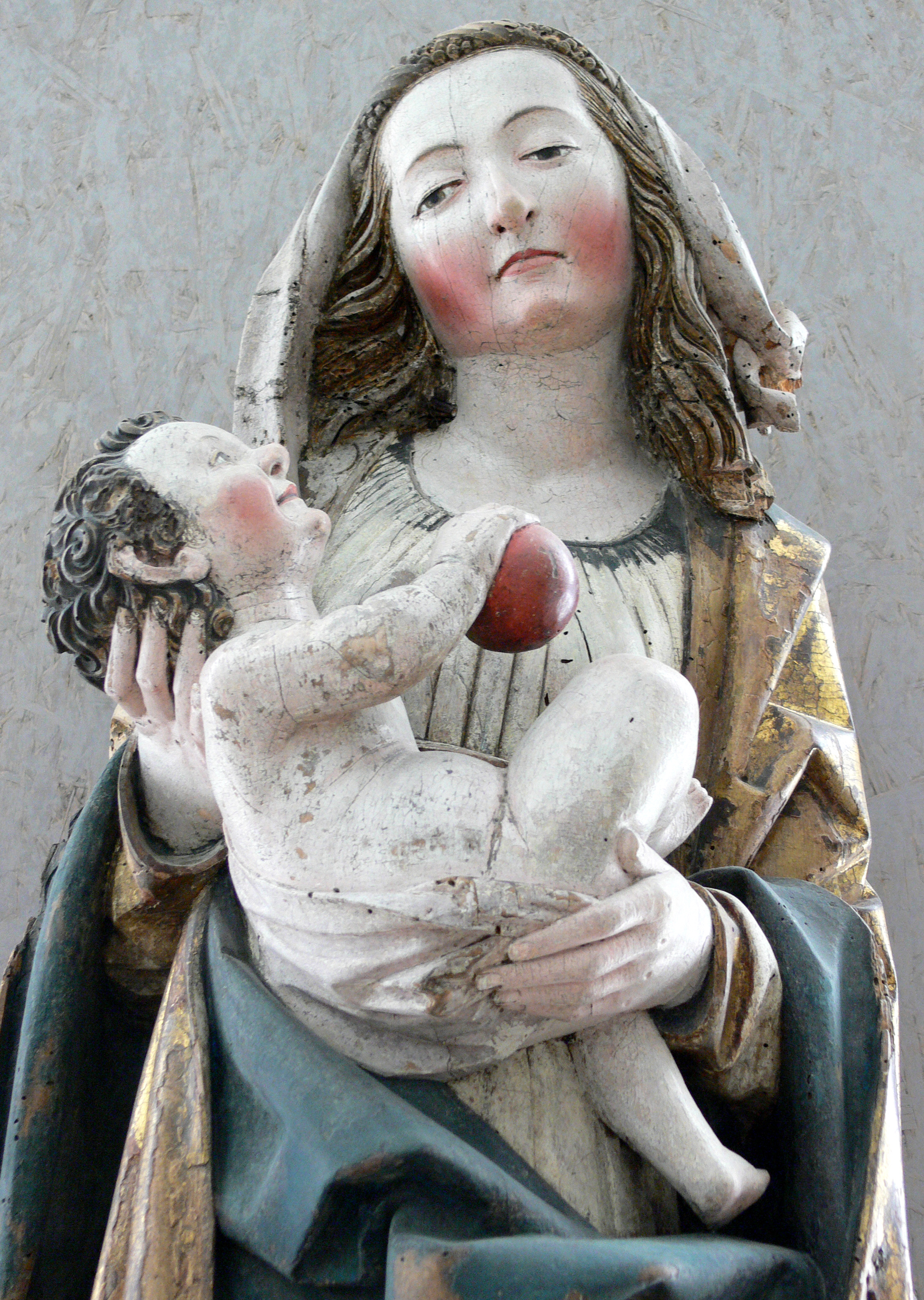
Madonna mit Kind (Detail)

## Kultur

### Musik
- Katholischer Kirchenchor Ringgenweiler

### Vereine
- Landjugend Ringgenweiler
- Soldaten- und Reservistenkameradschaft Ringgenweiler-Zogenweiler
- Blutreitergruppe Ringgenweiler-Pfärrenbach

### Regelmäßige Veranstaltungen
- Dorffest
- Adventsabend
- Bienenhäusle Cup

### Bienenhäusle
Das Bienenhäusle ist eine gemeinnützige kulturelle Jugendeinrichtung. Ein alter Bauwagen, in dem ein Imker Bienen züchtete, wurde der Dorfjugend überlassen und 2000 zu einem Treffpunkt für die Dorfjugend umgebaut. Im Bienenhäusle finden regelmäßig Jugendveranstaltungen statt, die inzwischen überlokal bekannt sind, darunter der Bienenhäusle Cup, ein internationales Fußballturnier auf dem zugehörigen Fußballplatz. Das Bienenhäusle wurde auch als Pilgerstation von Gläubigen aus Osteuropa auf ihrem Weg zum Weltjugendtag 2005 in Köln genutzt.